# Championnat de Slovénie de football 2006-2007
Navigation
Saison précédente Saison suivante
La saison 2006-2007 du Championnat de Slovénie de football était la 16e édition de la première division slovène à poule unique, la PrvaLiga. Les 10 meilleurs clubs slovènes jouent les uns contre les autres à 4 reprises durant la saison, 2 fois à domicile et 2 fois à l'extérieur. À l'issue de la saison, l'avant-dernier joue un barrage de promotion-relégation et le dernier est directement relégué en D2.
Le NK Domžale met fin au règne du HIT Gorica, champion de Slovénie depuis 3 saisons, en terminant loin devant Gorica, 2e à 17 points. Le NK Maribor complète le podium, à 18 points du nouveau champion. C'est le premier titre de champion de l'histoire du club.

## Les 10 clubs participants
| - NK Maribor - NK Nafta Lendava - HIT Gorica - NK FC Koper - Publikum Celje | - NK Drava Ptuj - NK Factor Ljubljana - Promu de D2 - NK Domžale - NK Primorje - NK Bela Krajina |

## Compétition
Le barème de points servant à établir le classement se décompose ainsi :
- Victoire : 3 points
- Match nul : 1 point
- Défaite : 0 point

### Classement
| Rang | Équipe                  | Pts | J  | G  | N  | P  | Bp | Bc | Diff |
| ---- | ----------------------- | --- | -- | -- | -- | -- | -- | -- | ---- |
| 1    | NK Domžale              | 75  | 36 | 21 | 12 | 3  | 64 | 29 | +35  |
| 2    | HIT Gorica (T)          | 58  | 36 | 17 | 7  | 12 | 66 | 63 | +3   |
| 3    | NK Maribor              | 57  | 36 | 15 | 12 | 9  | 64 | 50 | +14  |
| 4    | NK Drava Ptuj           | 55  | 36 | 15 | 10 | 11 | 61 | 52 | +9   |
| 5    | NK Primorje             | 55  | 36 | 15 | 10 | 11 | 52 | 47 | +5   |
| 6    | NK FC Koper (C)         | 45  | 36 | 10 | 15 | 11 | 51 | 46 | +5   |
| 7    | Publikum Celje          | 45  | 36 | 11 | 12 | 13 | 54 | 51 | +3   |
| 8    | NK Nafta Lendava        | 45  | 36 | 12 | 9  | 15 | 45 | 59 | -14  |
| 9    | NK Factor Ljubljana (P) | 26  | 36 | 5  | 11 | 20 | 34 | 68 | -34  |
| 10   | NK Bela Krajina         | 25  | 36 | 5  | 10 | 21 | 38 | 64 | -26  |

|  | Qualification pour la Ligue des champions 2007-2008                                           |
|  | Qualification pour la Coupe UEFA 2007-2008                                                    |
|  | Qualification pour la Coupe Intertoto 2007                                                    |
|  | Participation au barrage de promotion-relégation                                              |
|  | Relégation directe en deuxième division                                                       |
|  | (T) Tenant du titre (C) Vainqueur de la Coupe de Slovénie (P) Club promu de deuxième division |

### Matchs

#### Barrage de promotion-relégation
Le 9e de première division affronte le 2e de D2 lors d'un duel en matchs aller-retour afin de conserver sa place parmi l'élite.
| Équipe 1                 | Résultat | Équipe 2         | Aller | Retour |
| ------------------------ | -------- | ---------------- | ----- | ------ |
| NK Factor Ljubljana (D1) | 4 - 2    | SC Bonifika (D2) | 3 - 1 | 1 - 1  |

- Le NK Factor Ljubljana se maintient en première division.

## Bilan de la saison
| Championnat de Slovénie de football 2006-2007 |                        |
| Champion                                      | NK Domžale (1er titre) |
| Coupes et trophées                            |                        |
| Vainqueur de la Coupe de Slovénie 2006-2007   | NK FC Koper            |
| Qualifications continentales                  |                        |
| Ligue des champions 2007-2008                 | NK Domžale             |
| Coupe UEFA 2007-2008                          | NK FC Koper            |
| Coupe UEFA 2007-2008                          | HIT Gorica             |
| Coupe Intertoto 2007                          | NK Maribor             |
| Promotions et relégations                     |                        |
| Promus en PrvaLiga                            | NK Livar               |
| Relégués en Division 2                        | NK Bela Krajina        |